# Sielsowiet Szarpiłauka
Sielsowiet Szarpiłauka (biał. Шарпілаўскі сельсавет, ros. Шарпиловский сельсовет) – sielsowiet na Białorusi, w obwodzie homelskim, w rejonie homelskim, z siedzibą w Szarpiłauce.

## Demografia
Według spisu z 2009 sielsowiet Szarpiłauka zamieszkiwało 776 osób, w tym 719 Białorusinów (92,65%), 37 Rosjan (4,77%), 11 Ukraińców (1,42%), 4 Ormian (0,52%), 3 osoby innych narodowości i 2 osoby, które nie podały żadnej narodowości.

## Geografia
Sielsowiet położony jest w południowozachodniej części rejonu homelskiego, nad Sożą.

## Miejscowości
- wsie:
  - Nowyja Dziatławiczy
  - Szarpiłauka
- osiedla:
  - Miadzwiedzica
  - Michajłausk
  - Niakrasau
  - Puciawodnaja Zwiazda
  - Wajcin